# PAC418
PAC418 ist der Sockel für den 64-Bit-Prozessor Itanium von Intel, der gemeinsam mit Hewlett-Packard entwickelt wurde. Er wurde vom PAC611-Sockel für den Intel Itanium 2 abgelöst.
Während der Entwicklung des Itanium-Chips war auch ein Slot-Interface (Slot 3 bzw. Slot M nach dem Itanium-Entwicklungsnamen Merced) zur Anbindung des Prozessors im Gespräch.